# Shirvanshah

Kaucasus, 1311.

Shirvanshah (Persiska: شروانشاه) var titeln för de regerande monarkerna i Shirvan i Azerbajdzjan mellan 861 och 1538. Dynastin bestod först av Yazididierna,
även kallad Kasraniderna (eller Khaqaniderna), och den andra regerande grenen av samma dynasti för Darbandi. 
Deras regeringstid innebar en självständig statsbildning i nuvarande Azerbajdzjan efter dess tid som provins under först Iran och sedan Abbasidkalifatet sedan Kaukasiska Albaniens fall på 200-talet. Shirvanshah var tidvis vasall till olika närstående riken, men behöll i praktiken sitt självstyre. Det blev vasall till Iran 1500; när dess sista dynast dödades av Iran 1538 blev det en iransk provins (1538-1813) och därefter en rysk provins (1813-1921) innan det blev en sovjetrepublik 1921-1991. 